# Tetranychus neopolys
Tetranychus neopolys är en spindeldjursart som beskrevs av Tuttle, Baker och Abbatiello 1976. Tetranychus neopolys ingår i släktet Tetranychus och familjen Tetranychidae. Inga underarter finns listade i Catalogue of Life.